# Гејс Милс (Висконсин)
Гејс Милс (енгл. Gays Mills) град је у америчкој савезној држави Висконсин.

## Демографија
По попису из 2010. године број становника је 491, што је 134 (-21,4%) становника мање него 2000. године.
| Група             | 2000.       | 2010.       |
| Белци             | 620 (99,2%) | 477 (97,1%) |
| Афроамериканци    | 1 (0,2%)    | 7 (1,4%)    |
| Азијати           | 1 (0,2%)    | 0 (0,0%)    |
| Хиспаноамериканци | 3 (0,5%)    | 1 (0,2%)    |
| Укупно            | 625         | 491         |